# Aralia gintungensis
Aralia gintungensis là một loài thực vật có hoa trong Họ Cuồng. Loài này được C.Y.Wu ex K.M.Feng mô tả khoa học đầu tiên năm 1979.